# Idioma ngiti
El Ngiti / ə ŋ ˈ ɡ iː ti /, o Lendu del sur, es un grupo etnolingüístico ubicado en la provincia de Ituri de la República Democrática del Congo. Los hablantes de ngiti llaman a su idioma ndruna. En 1991, los ngiti sumaban 100.000 ubicados en el territorio de Irumu al sur de Bunia. Durante el conflicto de Ituri, se formó el Frente de Resistencia Patriótica en Ituri como grupo de milicias y partido político Ngiti.

## Fonológia
|                                  |                                  | bilabialed | Alveolares | Retroflejas | Palatales | Velares | Labio-velares | Glotales |
| -------------------------------- | -------------------------------- | ---------- | ---------- | ----------- | --------- | ------- | ------------- | -------- |
| Nasal                            | Nasal                            | m          | n          |             | ɲ         |         |               |          |
| Oclusiva                         | sonora                           | b          | d          | ɖɽ          | ɟ         | ɡ       | ɡ͡b            |          |
| Oclusiva                         | sorda                            | p          | t          | ʈɽ          | c         | k       | k͡p            |          |
| Oclusiva                         | prenasalizadas                   | ᵐb         | ⁿd         | ᶯɖɽ         | ᶮɟ        | ᵑɡ      | ᵑ͡ᵐɡ͡b          |          |
| implosiva                        | sonoras                          | ɓ          |            | ᶑ           | ʄ         |         |               |          |
| implosiva                        | sordas                           | ɓ̥          |            | ᶑ̥           | ʄ̥         |         |               | ʔ        |
| Africada                         | sonoras                          | b͡v         | d͡z         |             |           |         |               |          |
| Africada                         | sordas                           | p͡f         | t͡s         |             |           |         |               |          |
| Fricativas                       | sonoras                          | v          | z          |             |           |         |               |          |
| Fricativas                       | sordas                           | f          | s          |             |           |         |               | h        |
| Fricativas                       | prenasalizadas                   | ᵐv         | ⁿz         |             |           |         |               |          |
| Aproximantes/Vibrantes múltiples | Aproximantes/Vibrantes múltiples | β          | l          | r           | j         |         | w             |          |

|          |          | anteriores | posteriores |
| -------- | -------- | ---------- | ----------- |
| cerrada  | +ATR     | i          | u           |
| cerrada  | -ATR     | ɪ          | ʊ           |
| Media    | +ATR     | e          | o           |
| Media    | -ATR     | ɛ          | ɔ           |
| abiertas | abiertas |            | a           |

## Sistema de numeración
Se informa que el Ngiti tiene un sistema numérico de base32 con ciclos de base 4. La siguiente es una lista de algunos números Ngiti.
| Number | Numeral    |
| ------ | ---------- |
| 1      | atdí       |
| 2      | ɔyɔ        |
| 3      | ɨ̀bhʉ       |
| 4      | ɨ̀fɔ        |
| 8      | àrʉ̀        |
| 12     | otsi       |
| 16     | ɔpɨ        |
| 20     | àbà        |
| 24     | àròtsí     |
| 28     | àdzòro     |
| 32     | wǎdhɨ̀      |
| 64     | ɔyɔ wǎdhɨ̀  |
| 96     | ɨ̀bhʉ wǎdhɨ̀ |
| 128    | ɨ̀fɔ wǎdhɨ̀  |